# Eva tropí hlouposti
Eva tropí hlouposti je český protektorátní komediální film, který v roce 1939 natočil režisér Martin Frič (premiéra 10. listopadu 1939 v kině Lucerna). Jde o jednu z prvních českých crazy-komedií, ústřední dvojici vytvořili Oldřich Nový (úspěšný obchodník Michal Nor) a Nataša Gollová, která hrála jeho ztřeštěnou sestru Evu Norovou. Podle divácké ankety z roku 1998 nejlepší filmová komedie třicátých let.

## Knižní předloha
Film byl natočen podle knižní předlohy Fan Vavřincové, román Patsy tropí hlouposti napsala v šestnácti letech a nejprve vycházel na pokračování v roce 1936 v časopise „Ahoj na sobotu“. Knižně román vyšel až v roce 1939 (kdy byl natočen i film) v nakladatelství Melantrich, v edici Kapesní knihovna obrázkového týdeníku Ahoj, svazek 6, opět pod názvem Patsy tropí hlouposti. Martin Frič učinil proti knize dvě hlavní změny: Patsy přejmenoval na Evu a děj přenesl do Československa.
Další knižní vydání z roku 1944 (Jíchovo nakladatelství v Brně, edice Smějeme se, svazek 5) již vyšlo pod názvem Eva tropí hlouposti, s upraveným textem a na obálce i v textu byly použity fotografie z filmu. Filmový scénář vydal někdy mezi roky 1944 a 1948 Lucernafilm. Román později vyšel ještě několikrát: v roce 1990 společné vydání nakladatelství Česká expedice a Dolmen, v roce 1996 v nakladatelství Petra, v roce 1998 v nakladatelství Ivo Železný, v roce 2006 v nakladatelství XYZ a 2021 v nakladatelství OneHotBook. Kromě toho jako zvukový záznam ho v letech 1991 a 2010 vydala Knihovna a tiskárna pro nevidomé K. E. Macana.

## Děj
Eva Norová (Nataša Gollová) se vrací z penzionátu, její teta Pa (Zdenka Baldová) má 60. narozeniny. Na oslavu přijíždí (v automobilu Graham Supercharger) také pohledný a úspěšný Evin bratr Michal Nor (Oldřich Nový), který se ve Švédsku vypracoval až na šéfa hlavní pobočky ve Stockholmu. Když v Praze opravuje vůz, schová se v něm před svou matkou krásná Eliška (Jiřina Sedláčková), dcera Záhorských. Michal jde koupit cigarety a Eliška bez vysvětlení zmizí, pouze na sklo rtěnkou napíše „Děkuji, Eliška“.
Tetiným přáním je získat návod na pěstování tzv. Záhorské růže, kterou vyšlechtil její soused továrník Záhorský. Se sousedy však nemá dobré vztahy kvůli panovačné paní Záhorské, továrník se raději věnuje svým růžím. Eva se proto pod cizím příjmením uchází o místo sekretářky továrníka Záhorského. O Elišku neustále usiluje přitroublý a nemotorný nápadník Zdeněk Kolář. Paní továrníková chce na večírku, kam pozvala řadu osob, oznámit jejich zasnoubení. Michal se náhodou také ocitne v zahradě Záhorských, kde znovu potká Elišku. Aby se vyhnula zasnoubení se Zdeňkem, nenapadne ji nic lepšího než vydávat Michala za anglického hraběte Johny Camela. Michal hovoří několika jazyky, ale anglicky neumí ani slovo, z čehož vzniká řada komických situací.
Na večírek je pozvána také Eva a zalíbí se jí tajemník Záhorských Jiří Kučera (Raoul Schránil), který zaskočil i jako barman na večírku. V noci, za „vydatné pomoci“ Zdeňka (oba jsou opilí), „jde loupit“ návod na pěstování růže. Když ho až druhý den konečně získá, přistihne tajemníka Jiřího Kučeru u šperkovnice. Sice ho kryje (odnese klíček), ale je zklamaná. Nejprve neví, že ve skutečnosti se jmenuje JUDr. Jiří Novotný a do rodiny se jako tajemník vloudil proto, aby získal zpět drahý rodinný šperk. Ten sloužil jako zástava, ale paní Záhorská ho nevrátila.
Když Eva tetě Pa přinese návod na pěstování růže, zjistí, že teta ho má už týden od Elišky Záhorské, která tetu pravidelně navštěvovala, když Eva byla v penzionátu a Michal ve Švédsku. Eva ukradený návod vrátí zpět a Jiří Kučera alias Jiří Novotný vrátí imitaci šperku. Továrník Záhorský si dosud nechal všechno líbit, když ale zjistí, jak hanebně se jeho žena zachovala, rázně zjedná pořádek. Přinutí svou ženu, aby společně ještě ten večer navštívili tetu Pa v jejím domě a jako dárek ji předají návod na pěstování růže. Pravý šperk je také vrácen majiteli, Michal Nor se zasnoubí s Eliškou Záhorskou a jeho sestra Eva Norová se dá dohromady s Jiřím Novotným.

## Obsazení
| Nataša Gollová    | Eva Norová alias Eva Norbertová               |
| Oldřich Nový      | Michal Nor alias anglický hrabě Johny Camel   |
| Zdeňka Baldová    | teta Pa(vlína) (Pavlína Norová)               |
| Ella Nollová      | Klotylda, služka u tety Pa                    |
| Gustav Hilmar     | továrník Tomáš Záhorský                       |
| Marta Májová      | Emilie Záhorská, továrníkova žena             |
| Jiřina Sedláčková | Eliška Záhorská                               |
| Josef Gruss       | Zdeněk Kolář, ctitel Elišky                   |
| Raoul Schránil    | JUDr. Jiří Novotný alias tajemník Jiří Kučera |
| Bolek Prchal      | sluha u Záhorských Jan                        |

## Hodnocení filmu
I když několik pokusů o tento žánr se objevilo krátce předtím (např. Milování zakázáno z roku 1938), film je považován za první opravdu vydařenou českou crazy komedii. Martin Frič znal americké crazy-komedie, ale současně chtěl být osobitý.  V roce 1998, na základě ankety diváků „Volíme veselohru století“, kterou pořádala Česká televize a Týdenik Televize, byl film oceněn jako nejlepší filmová komedie 30. let a za celé století se umístil na 7. místě.
Film má také velmi vysoká hodnocení na filmových webech. K červnu 2023 má na Česko-Slovenské filmové databázi průměrné hodnocení 85 % (324. nejlepší film včetně všech zahraničních) při 318 recenzích. Na Filmové databázi má průměrné hodnocení 84 % při 384 hodnoceních. Na Filmovém přehledu Národního filmového archívu se uvádí: „Adaptace humoristického románu Fan Vavřincové Patsy tropí hlouposti je jediným scenáristickým počinem Vladimíra Peroutky, díky svým kvalitám je však srovnatelná s nejlepšími hollywoodskými crazy komediemi té doby.“

## Lokace a reálie
Téměř celý film se natáčel v ateliéru, i stromy v okně jsou sice živé, ale jen uříznuté. Když již uvadaly, musely být nahrazeny novými.  Pouze pár scén je natočeno v dobře identifikovatelných exteriérech. Když Michal Nor přijíždí ze Švédska a opravuje svůj vůz, americký Graham Supercharger 4-door Sedan: model 1936, nachází se na Škroupově náměstí v Praze. Když se do vozu schová Eliška, nejprve objede celé náměstí dokola. Trafika, kde kupuje cigarety (a Eliška z auta uteče) se nachází v nedaleké Kubelíkově ulici.

## Divadelní adaptace
Od roku 2008 (premiéra 29. listopadu 2008) se představení hrálo ve Městském divadle Zlín, které ho pojalo jako retro-muzikál podle oblíbeného prvorepublikového filmu. Dramaturgie: Vladimír Fekar, scéna: Markéta Oslzlá-Sládečková, kostýmy: Zuzana Přidalová, hudba: Jakub Šafr, choreografie: David Strnad, režie: Hana Mikolášková. V představení hráli: Kateřina Liďáková, Gustav Řezníček, Romana Julinová, Petra Domžalová, Tamara Kotrbová, Radovan Král, Zdeněk Julina, Jan Leflík, Dušan Sitek, Jana Tomečková.
Od roku 2014 (premiéra 27. února 2014) inscenaci podle filmové předlohy hrálo Divadlo Na Fidlovačce. Režisérem představení byl Pavel Šimák, asistentkou režie byla Nany Brožková, dramaturgie Petr Vydra, scéna Pavel Borák, kostýmy Blanka Tesařová. Evu hrála Tereza Martínková, jejího bratra Michala Denny Ratajský, tetu Pa Ludmila Molínová, v roli Elišky alternovala Aneta Krejčíková a Barbora Mošnová, pana továrníka hrál Zdeněk Maryška, roli doktora Stráže alias Hardena ztvárnil Lukáš Rous.
Od roku 2020 (premiéra 21. listopadu 2020) inscenaci hraje Městské divadlo Kladno. Režie a úprava Jiří Š. Hájek, dramaturgie a pohybová spolupráce Petr Jarčevský, scéna Michal Syrový, kostýmy Agnieszka Pátá Oldak. Eva Norová: Barbora Hron Vovsíková, Michal Nor: Tomáš V. Hron, teta Pa: Jaromíra Mílová, Eliška Záhorská:  Anna Polcrová, Tomáš Záhorský:  Miroslav Večerka, teta Emílie: Jana Zenáhlíková, Jiří Harden: Jiří Böhm, pan Zdeněk: Michal Kuboušek, Jan: Michal Maléř,
Klotylda: Kristina Sitková.